# 샘 보이드 스타디움
샘 보이드 스타디움(Sam Boyd Stadium)는 미국 네바다주 휘트니에 위치한 다목적 경기장이다. 과거 CFL 라스베가스 파시와 XFL 라스베가스 아웃로스의 홈경기장으로 사용했다.